# Cyclophorus horridulum
Cyclophorus horridulum е изчезнал вид коремоного от семейство Cyclophoridae.

## Разпространение
Видът е бил ендемичен за Майот.